# Carew Tower
Carew Tower è un grattacielo in stile Art Déco completato nel 1930 nel cuore del centro di Cincinnati, Ohio, con vista sul lungofiume del fiume Ohio. La struttura è il secondo edificio più alto della città ed è stata aggiunta al registro dei monumenti storici nazionali il 19 aprile 1994. La torre prende il nome da Joseph T. Carew, proprietario della catena di grandi magazzini Mabley & Carew, che aveva già operato sul sito dal 1877.
Il complesso contiene l'Hilton Cincinnati Netherland Plaza (precedentemente Omni Netherland Plaza), che è descritto come un bell'esempio di architettura Art Déco francese. La sala banchetti della Sala degli Specchi dell'hotel è stata ispirata dalla Sala degli Specchi del Palazzo di Versailles.
La torre è rimasta la più alta della città fino al completamento della Great American Tower il 13 luglio 2010. In precedenza, Cincinnati era stata una delle ultime grandi città americane il cui edificio più alto fu costruito prima della seconda guerra mondiale.

## Storia
Carew Tower è stata progettata dallo studio di architettura WW Ahlschlager &amp; Associates con Delano &amp; Aldrich e sviluppata da John J. Emery. Il concetto originale era uno sviluppo che includesse un grande magazzino, un teatro, un ufficio e un hotel per competere con la Waldorf-Astoria. Emery assunse il ruolo di socio con William A. Starrett (Starrett Investment Corp.) e Starrett Brothers, Inc. come appaltatori generali. L'edificio era ampiamente considerato come un primo prototipo di uno sviluppo urbano a uso misto, una "città nella città". Il Rockefeller Center di New York City, costruito nello stesso periodo, è un esempio più famoso di questo concetto.
La costruzione iniziò nel settembre del 1929, appena un mese prima del crollo del mercato azionario del 24 ottobre che provocò la Grande depressione. Per questo motivo, la costruzione è stata continuata su un piano modificato. Temi art deco possono essere trovati in tutto l'edificio, in particolare nelle strutture metalliche e nella griglia degli ascensori e delle luci. Piastrelle floreali intarsiate localmente di Rookwood Pottery adornano gli ingressi est e ovest dell'edificio. Le sculture all'esterno e all'interno dell'edificio sono state eseguite dallo scultore architettonico di New York Rene Paul Chambellan.
Il costo totale dell'edificio era di $ 33 milioni, che a quel tempo costituiva un'enorme somma di denaro. Gli operai impiegarono solo 13 mesi per completare la costruzione, lavorando 24 ore al giorno e 7 giorni alla settimana.
Negli anni '30, il Netherland Plaza Hotel fu gestito dalla National Hotel Management Company, pioniera del settore alberghiero Ralph Hitz.
Dal 1930 al 1960, Carew Tower fu la casa del grande magazzino Mabley &amp; Carew.
L'edificio ospita un gruppo misto di inquilini, tra cui una galleria di negozi, Hilton Cincinnati Netherland Plaza e uffici. I visitatori possono accedere al ponte di osservazione situato al 49º piano. In una giornata limpida, i visitatori possono vedere per miglia in tutte le direzioni e tre stati (Kentucky, Indiana, Ohio). A causa dei suoi standard architettonici, nonché della sua identità con il patrimonio della città, la Carew Tower è stata designata come monumento storico nazionale nel 1994.
L'edificio era stato originariamente progettato con tre torri: gli uffici abitativi nella più alta, nella seconda l'hotel e la terza che avrebbe funto da parcheggio multipiano. La terza torre di parcheggio fu demolita nel 1980 a causa della corrosione del manto stradale che la rese impraticabile.

## Statistiche
Materiali usati durante la costruzione:
- 9 miglia di tubazioni in ottone
- 15 vagoni ferroviari pieni di vetro
- 37 miglia di tubazioni in acciaio
- 40 vagoni pieni di pietre
- 60 miglia di stampaggio di pavimenti e finestre
- 60 vagoni pieni di legname
- 4500 apparecchi idraulici
- 5000 porte
- 8000 finestre (al suo completamento nel 1931)
- 15000 tonnellate di acciaio strutturale
- 4 milioni di mattoni nella struttura esterna

## Nella cultura di massa
- Dal 1967 al 1980, la Carew Tower e la vicina PNC Tower, allora chiamata la Central Trust Bank tower, furono rappresentate nei titoli di apertura e chiusura della soap opera diurna Ai confini della notte. Procter & Gamble, i produttori dello spettacolo, hanno sede a Cincinnati.
- Dal 1978 al 1982, è stata anche protagonista dei titoli di apertura e chiusura della sitcom WKRP in Cincinnati, sebbene lo spettacolo sia stato prodotto a Hollywood.